# گمینا پانکی
گمینا پانکی (به لهستانی:  Gmina Panki) یک گمینا در لهستان است که در شهرستان کووبوتسک واقع شده‌است. گمینا پانکی ۵۵٫۰۳ کیلومتر مربع مساحت و ۴٬۹۹۷ نفر جمعیت دارد.